# أرنالدو غارسيا
أرنالدو غارسيا (بالبرتغالية: Arnaldo Garcia‏) هو رياضياتي برازيلي، ولد في 1950 في Valença, Rio de Janeiro ‏ في البرازيل.